# Mazda Serie B
El Mazda Serie B (Mazda B-Series) es una camioneta compacta introducida en 1961 por Mazda Motor Corporation. Desde el primer Serie B, Mazda ha utilizado el desplazamiento del motor para determinar el nombre. Así, la B1500 tiene un motor 1.5 L, y la sexta generación (1998-2006) B2600 tiene un 2.6 L. En Japón, Mazda utilizó el nombre de Proceed para sus camionetas compactas, y otra línea de camiones frontales más grandes está disponible llamado Mazda Titán. Otros nombres utilizados para esta línea incluyen Mazda Bravo (Australia), Mazda Bounty (Nueva Zelanda), Mazda Magnum / Thunder / Fighter (Tailandia), y Mazda Drifter (Sudáfrica).
La asociación de Mazda con Ford se ha traducido en compartir este vehículo como el Ford Courier, y más tarde como la Ford Ranger. Sin embargo, hay que tener en cuenta que los gemelos Mazda B-Series y Ford Ranger que se venden en América del Norte (ver → Ford Ranger) no están relacionados con los vendidos en otros lugares. Estos son diseñados por Mazda, mientras que los modelos de América del Norte son desarrollados por Ford.

## Evolución del Mazda Serie B

### Primera generación (1961–1965)
- B1500

Tenía un motor de 1484 cc con válvulas sobre la culata (OHV) refrigerado por agua que produce alrededor de 59 hp (44 kW)

### Segunda generación (1965–1971)
- B1500

Mismo motor de la primera generación pero ahora produce 73 hp (54 kW). El chasis, que ahora se llama la BUD61, tuvo una importante renovación y cambió a cuatro faros.

### Tercera generación (1971–1979)
- B1600
- B1800
- Rotary Pickup

Se unió en 1974 la Rotary Pickup con motor rotativo. En 1975 motor se amplió a 1,8 L (B1800). Se vendió también como el Ford Courier.
Motores:
- 1972–1976 – 1.6 L (1,586 cc) 75 hp (56 kW)
- 1975–1979 – 1.8 L (1,796 cc) 100 hp (75 kW)
- 1974–1977 – 1.3 L (654 cc x 2) Motor rotativo

### Cuarta generación (1979–1988)
- B2000
- B2200

Excepto el fabricado en Japón
Motores:l
- 1980–1984 – 2.0 L (1,970 cc) 90 hp (66 kW)
- 1985 – 2.0 L (1,998 cc) 103 hp (76 kW)
- 1982–1985 – diésel 2.2 L (2,209 cc) Perkins 66 hp (49 kW)

### Quinta generación (1988–1998)
- B2000
- B2200
- B2600
- B2900

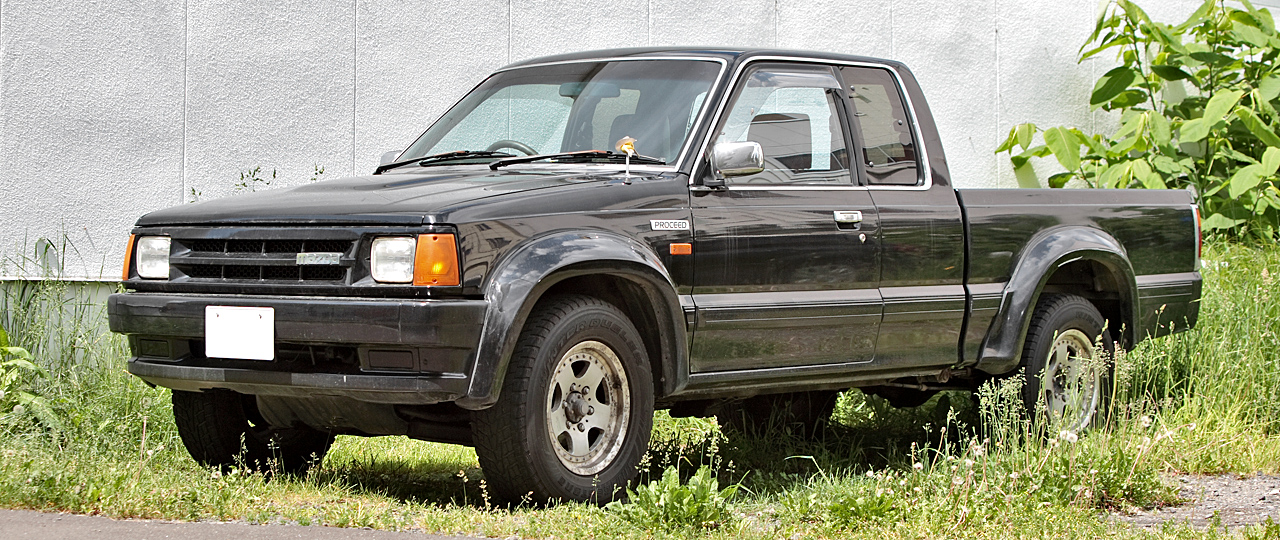
En Japón, Mazda utilizó el nombre de Proceed para las Series B

Mazda y Ford continuaron con su colaboración. En 1994 la Serie B de Mazda se separó en una versión internacional (diseñada por Mazda). A la Ford Ranger norteamericana se le colocaron los emblemas de Mazda; B2300, B2500, B3000, B4000 de acuerdo con los motores correspondientes para el mercado de América del Norte, y así, el Mazda Serie B (Norteamérica) se comercializó por los concesionarios Mazda entre 1994 y 2009.
Opciones de motor:
- B2000
  - 1985–1986 – 2.0 L (1,998 cc) 85 hp (63 kW)
- B2200
  - 1987–1998 – 2.2 L 12 valve (2,184 cc) F2 I4, 110 hp (82 kW) *-b 2.2 8 valve 85 hp
- B2600
  - 1986–1988 – 2.6 L (2,555 cc) G54B I4, 102 hp (76 kW)
  - 1988–1991 – 2.6 L (2,606 cc) G6 I4, 121 hp (90 kW)
- B2900
  - -1998 - 2.9L (2,902 cc) W9, diésel 90 hp (66kW)

### Sexta generación (1998–2006)
- B2200
- B2500
- B2600
- B2900

Ford Ranger europeo basado en la Serie B

En el año modelo 1998, Mazda renueva su propia serie B de los mercados internacionales. La producción en la planta AutoAlliance Tailandia comenzó en mayo de 1998. Este modelo se vende también como el Ford Ranger en Europa y Asia, y el Ford Courier en Australia y Nueva Zelanda. La producción comenzó ese año en las fábricas de las empresas AutoAlliance Tailandia y Ford Motor Filipinas. Versiones Ckd también son ensambladas en Sudáfrica, el Ecuador y Colombia, este último por la desaparecida Compañía Colombiana Automotriz S.A. (CCA).
La camioneta se vende en más de 130 países bajo una variedad de nombres. Junto con emblemas de Fighter y el Ranger en el sudeste de Asia (con excepción de Singapur, que utilizó como modelos la insignia Proceder del Japón), fue vendido como la Mazda Bounty y Ford Courier en Nueva Zelanda, Mazda Bravo en Australia, y Mazda Drifter en Sudáfrica. 
Para Argentina, la Empresa Ford Motor es representante de su importación desde mediados de los años 90 y hasta las últimas importaciones (2002, modelos B2500 y B2900 simple cabina y 4x2 o 4x4 o doble cabina 4x2 y 4x4). La 2500 también fue equipada hasta 2002 con motor WL aspirado diésel en 2500 o 2900cc, versiones base o full.
En 2006, el Ford Ranger y la Mazda Serie B se sustituyen por el nuevo Mazda BT-50 y sus derivados. Mientras que las versiones Mazda presentan su nuevo nombre «BT-50», las versiones de Ford continúan bajo el «Ranger».
Opciones de motor:
- 2.2 L 8 valve (2,184 cc) 102 hp (76 kW)
- 2.5 L (1,998 cc) WL, Turbodiésel 118 hp (88 kW)
- 2.6 L (2,606 cc) 121 hp (90 kW)
- 2.9 L (2,902 cc) W9, diésel 150 hp (110kW)

## Galería

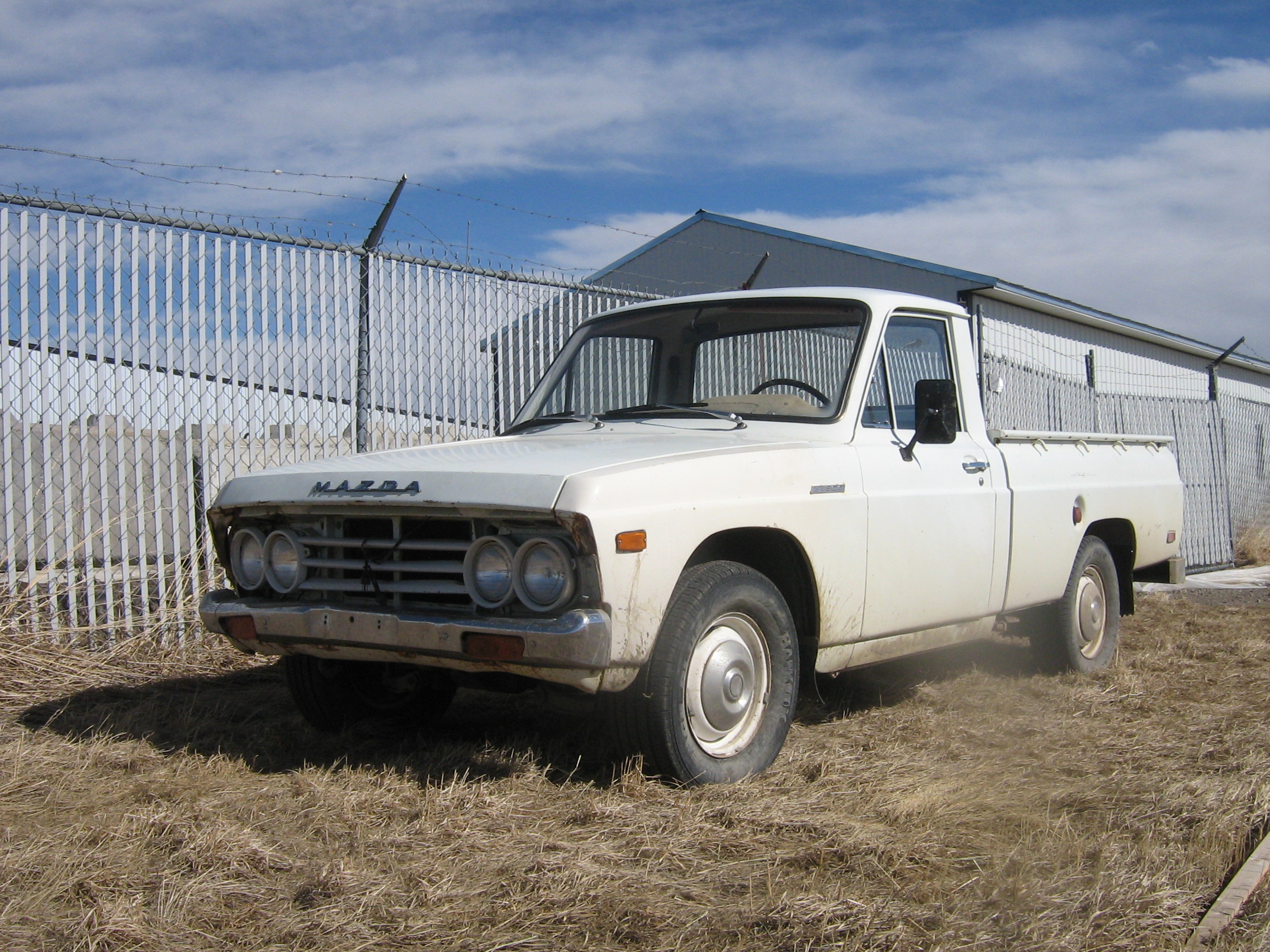
Mazda B1800
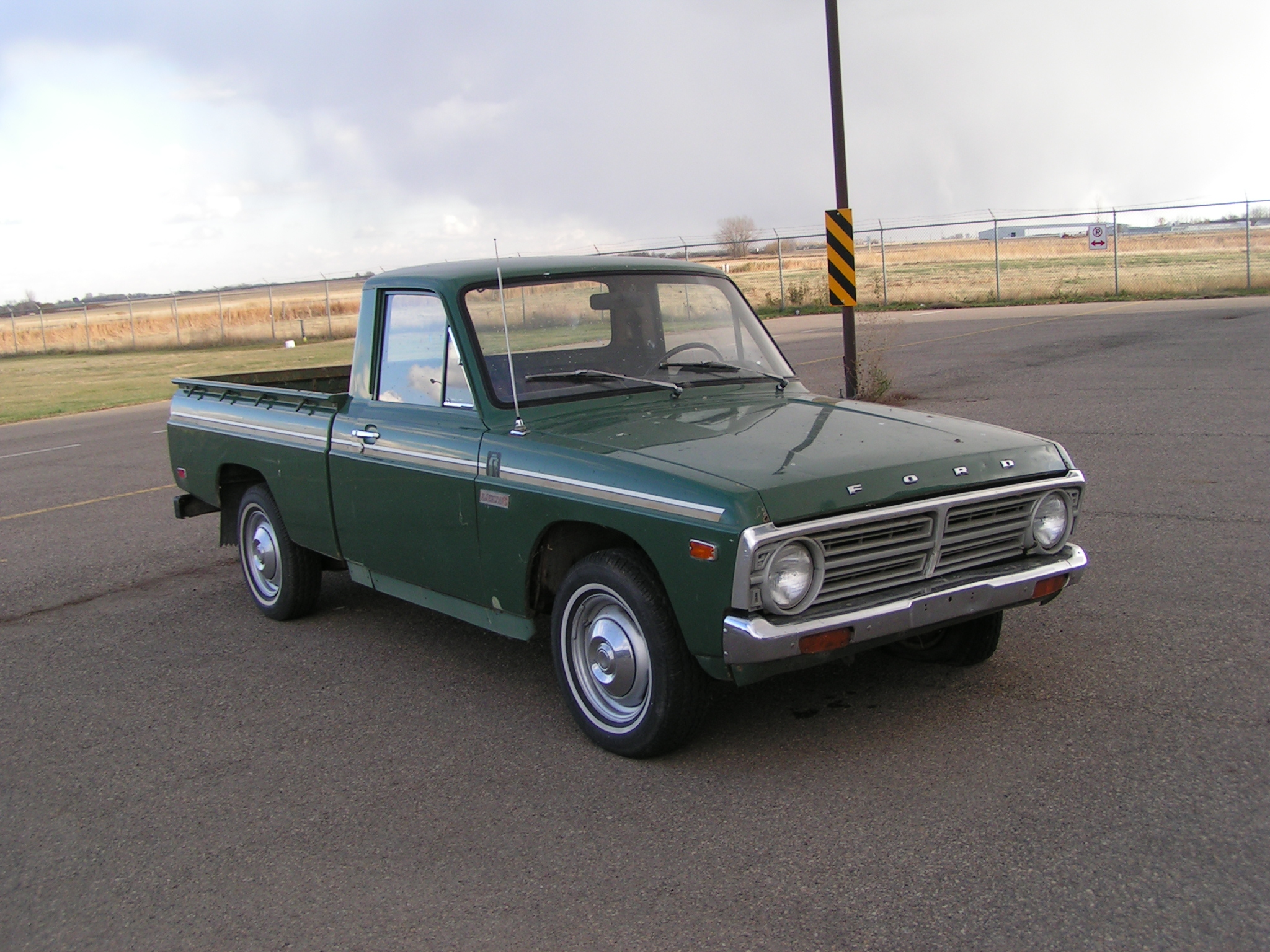
El Ford Courier se basa en el Mazda Serie B
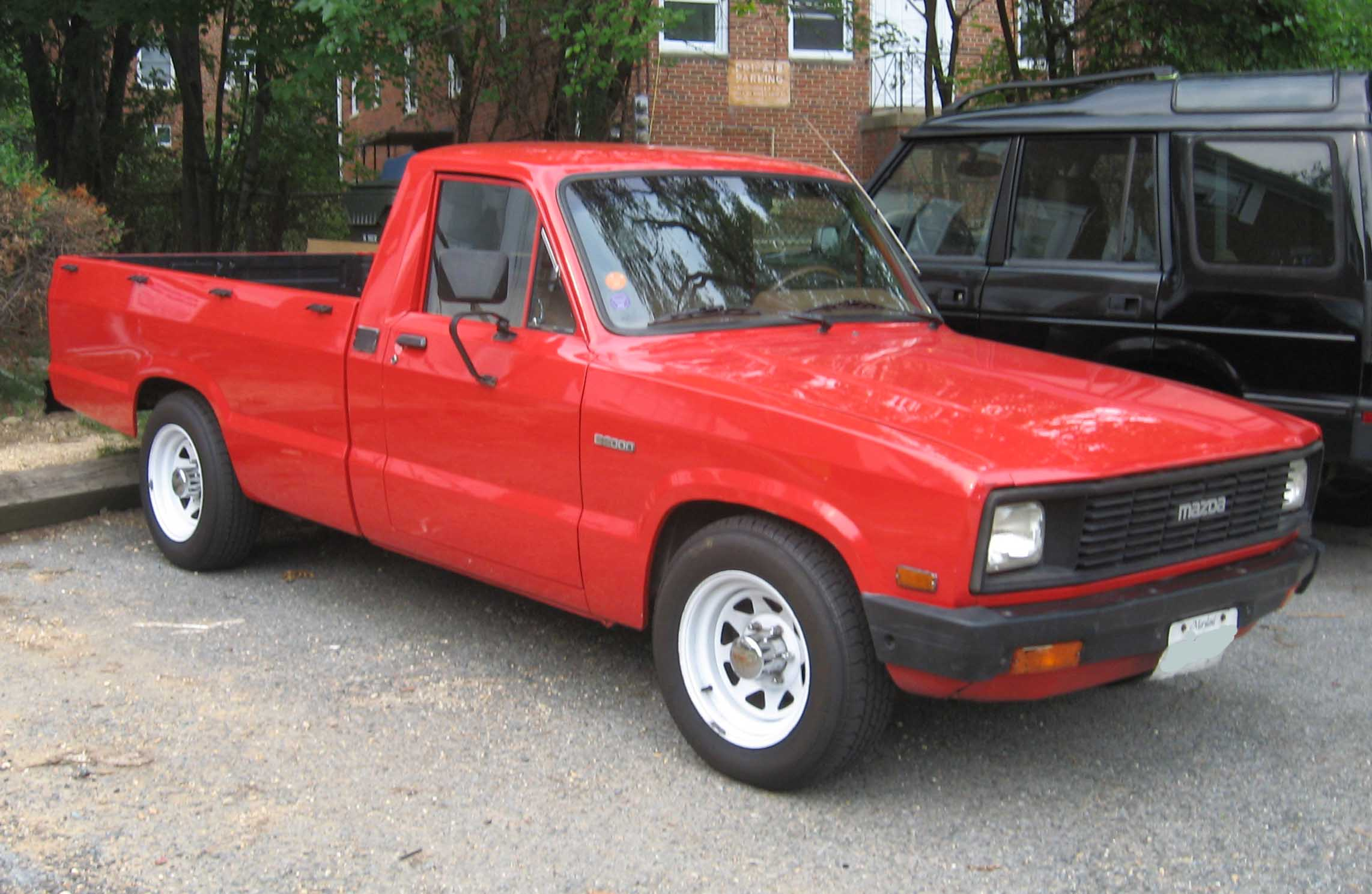
Cuarta generación Mazda B2000
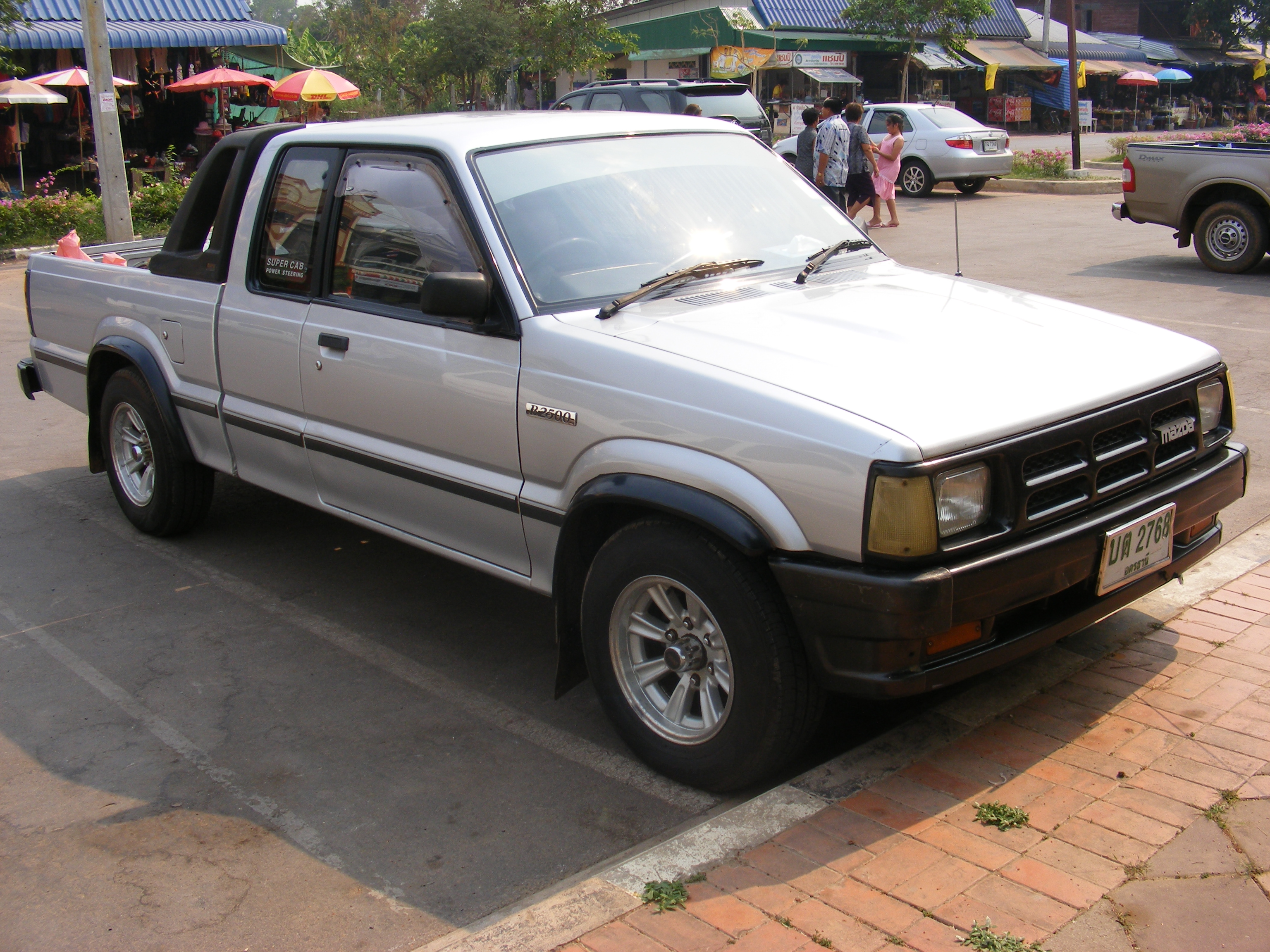
Quinta generación Mazda B2500
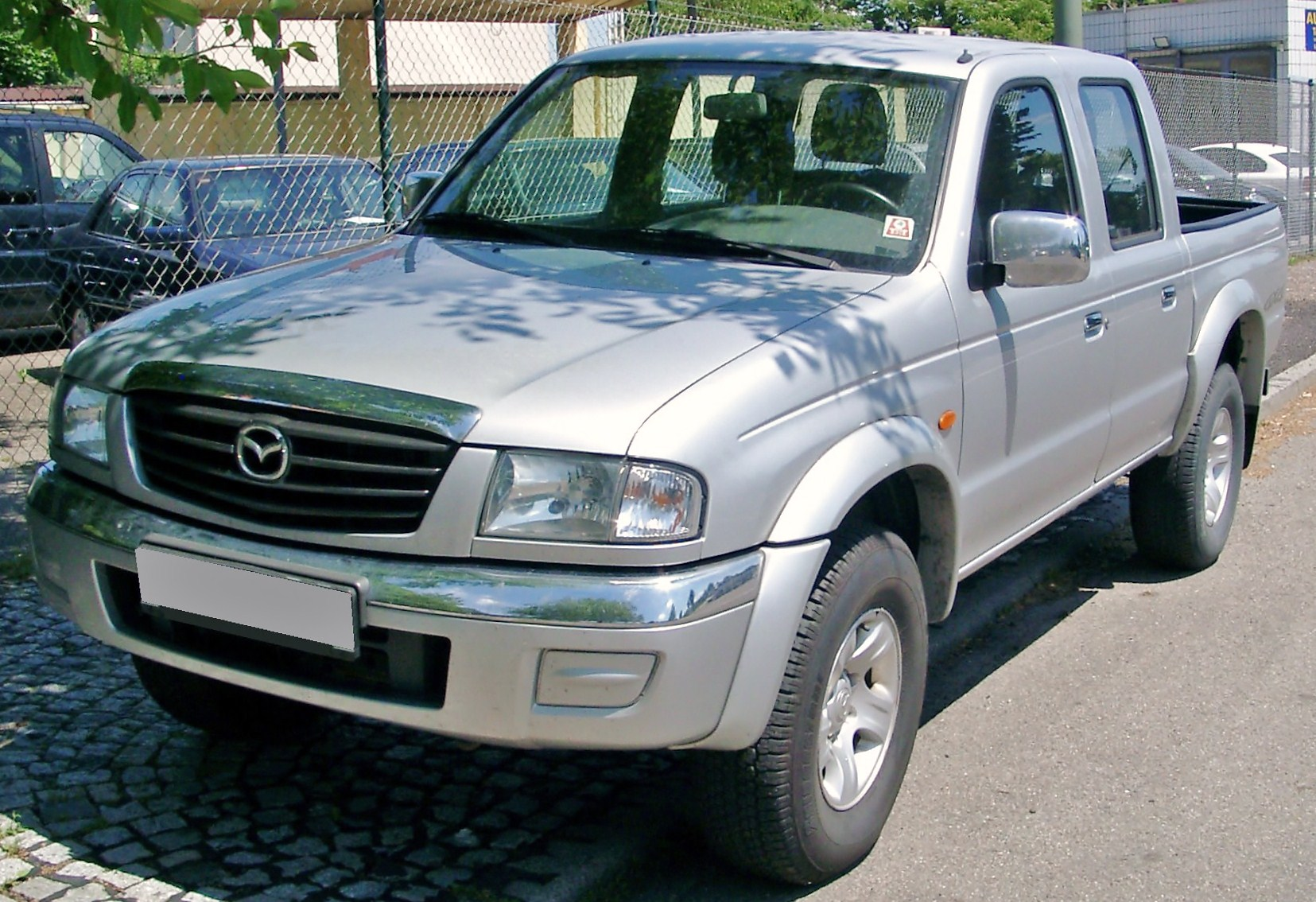
Sexta generación Mazda B2500 Turbodiésel
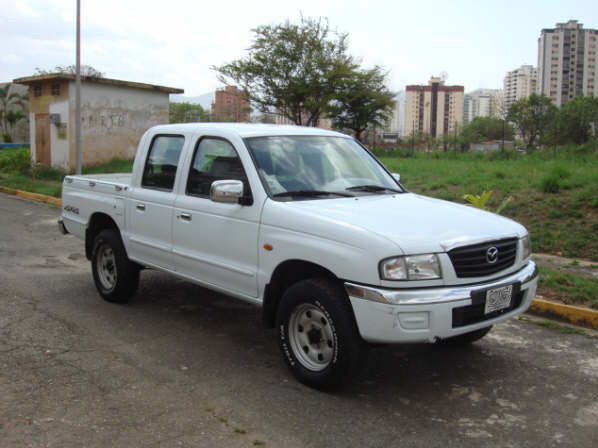
Sexta generación Mazda B2600 (Latinoamerica)